# 2013年のアメリカンリーグチャンピオンシップシリーズ
2013年の野球において、メジャーリーグベースボール（MLB）のポストシーズンは10月1日に開幕した。アメリカンリーグの第44回リーグチャンピオンシップシリーズ（英語: 44th American League Championship Series、以下「リーグ優勝決定戦」と表記）は、12日から19日にかけて計6試合が開催された。その結果、ボストン・レッドソックス（東地区）がデトロイト・タイガース（中地区）を4勝2敗で下し、6年ぶり13回目のリーグ優勝および12回目のワールドシリーズ進出を果たした。
両球団がポストシーズンで対戦するのはこれが初めて。今シリーズの第2戦ではレッドソックスが、8回裏にデビッド・オルティーズの満塁本塁打で同点に追いつき、9回裏にジャロッド・サルタラマッキアの適時打でサヨナラ勝利を収めた。満塁本塁打はポストシーズン史上55本目だが、このうち4点ビハインドを同点に追いつくものは9年ぶり史上3本目である。オルティーズの一打のあと、9回表は上原浩治がタイガース打線を三者凡退に封じ、結果的にこの試合の勝利投手となった。今シリーズで上原はこの試合も含め、5試合6.0イニングに登板して1勝0敗3セーブ・防御率0.00を記録、シリーズMVPに選出された。日本人選手の同賞受賞は初めてである。このあとレッドソックスは、ワールドシリーズでもナショナルリーグ王者セントルイス・カージナルスを4勝2敗で下し、6年ぶり8度目の優勝を成し遂げた。

## 両チームの2013年
10月8日にまずレッドソックス（東地区優勝）が、そして10日にはタイガース（中地区優勝）が、それぞれ地区シリーズ突破を決めてリーグ優勝決定戦へ駒を進めた。
レッドソックスは69勝93敗で地区最下位に沈んだ2012年シーズン終了後、監督のボビー・バレンタインを解任して後任にジョン・ファレルを招聘した。補強では大物FA選手との長期契約に背を向け、外野手のシェーン・ビクトリーノや内野手のマイク・ナポリら、年齢や体調に不安がある選手を3年以下の短期契約で獲得した。シーズンが開幕すると、前年から一変して優勝争いを優位に進める。4月を18勝8敗の首位で終え、5月中旬には3位まで後退したものの、同月26日には首位へ戻る。前半戦終了時点では58勝39敗で、2位タンパベイ・レイズに2.5ゲーム差をつけた。7月30日には三角トレードを成立させ、内野手ホセ・イグレシアスを放出する代わりに先発右腕ジェイク・ピービーを獲得した。このトレードが可能になったのも、イグレシアスと同じポジションにFA加入組のスティーブン・ドリューがいたからだった。レイズとは8月24日時点でゲーム差なしだったが、そこから16試合で9.5ゲーム差に突き放し、9月20日に6年ぶりの地区優勝を果たした。平均得点5.27はリーグ最高、防御率3.79はリーグ6位。打線はほとんどのポジションと打順で平均OPS.750超と切れ目がなく、ジョニー・ゴームズやビクトリーノらFA加入組はプレイのみならず雰囲気を盛り上げる面でもチームの躍進に一役買った。上原浩治が抑え投手として活躍したことなども含め、オフのFA補強は総じて成功したといえる。地区シリーズではレイズを3勝1敗で下した。
タイガースは2012年、88勝74敗で地区を制してポストシーズンに進み、リーグ優勝を果たしたがワールドシリーズで敗れた。オフには外野手デルモン・ヤングや抑え投手ホセ・バルベルデが退団したものの、外野手トリー・ハンターの獲得や指名打者ビクター・マルティネスの怪我からの復帰などで総合的には戦力が向上し、同地区他球団と比べても群を抜いていた。しかしシーズン開幕後は、地区首位にいながらも差を広げられない。5月・6月の2か月間では勝ち越しが1だけと停滞し、7月1日にはクリーブランド・インディアンスに抜かれて2位に落ちる。これはすぐに抜き返し、前半戦終了時点では52勝42敗で2位インディアンスに1.5ゲーム差をつけた。7月26日からはインディアンスとの直接対決4連勝を含む12連勝を記録して他球団を突き放す。その間の7月30日には、正遊撃手ジョニー・ペラルタに長期離脱の可能性が浮上したため、三角トレードを成立させてレッドソックスからイグレシアスを獲得した。これ以降はゲーム差を常時5.0以上に保ってシーズンを進め、9月25日に地区3連覇を決めた。平均得点4.91はリーグ2位、防御率3.61はリーグ3位。打線はミゲル・カブレラを中心にマルティネスやオマー・インファンテらが脇を固め、投手陣ではエースのジャスティン・バーランダーに加えてマックス・シャーザーやアニバル・サンチェスも200三振を奪う力投を見せた。地区シリーズではオークランド・アスレチックスを3勝2敗で下した。
リーグ優勝決定戦の第1・2・6・7戦を本拠地で開催できる "ホームフィールド・アドバンテージ" は、地区優勝球団どうしが対戦する場合はレギュラーシーズンの勝率がより高いほうの球団に、地区優勝球団とワイルドカード球団が対戦する場合は地区優勝球団に与えられる。したがって今シリーズでは、レッドソックスがアドバンテージを得る。この年のレギュラーシーズンでは両球団は7試合対戦し、タイガースが4勝3敗と勝ち越していた。

## ロースター
両チームの出場選手登録（ロースター）は以下の通り。
- 名前の横の★はこの年のオールスターゲームに選出された選手を、＃はレギュラーシーズン開幕後に入団した選手を示す。
- 年齢は今シリーズ開幕時点でのもの。

| ボストン・レッドソックス | ボストン・レッドソックス | ボストン・レッドソックス | ボストン・レッドソックス     | ボストン・レッドソックス | ボストン・レッドソックス | ボストン・レッドソックス | デトロイト・タイガース | デトロイト・タイガース | デトロイト・タイガース | デトロイト・タイガース      | デトロイト・タイガース | デトロイト・タイガース | デトロイト・タイガース |
| 守備位置                 | 背番号                   | 出身                     | 選手                         | 投                       | 打                       | 年齢                     | 守備位置               | 背番号                 | 出身                   | 選手                        | 投                     | 打                     | 年齢                   |
| ------------------------ | ------------------------ | ------------------------ | ---------------------------- | ------------------------ | ------------------------ | ------------------------ | ---------------------- | ---------------------- | ---------------------- | --------------------------- | ---------------------- | ---------------------- | ---------------------- |
| 投手                     | 32                       | アメリカ合衆国の旗       | クレイグ・ブレスロウ         | 左                       | 左                       | 33                       | 投手                   | 62                     | ドミニカ共和国の旗     | アル・アルバカーキ          | 右                     | 右                     | 27                     |
| 投手                     | 11                       | アメリカ合衆国の旗       | クレイ・バックホルツ★        | 右                       | 左                       | 29                       | 投手                   | 52                     | ベネズエラの旗         | ホセ・アルバレス            | 左                     | 左                     | 24                     |
| 投手                     | 46                       | カナダの旗               | ライアン・デンプスター       | 右                       | 右                       | 36                       | 投手                   | 53                     | ドミニカ共和国の旗     | ホアキン・ベノワ            | 右                     | 右                     | 36                     |
| 投手                     | 22                       | ベネズエラの旗           | フェリックス・ドゥブロン     | 左                       | 左                       | 25                       | 投手                   | 40                     | アメリカ合衆国の旗     | フィル・コーク              | 左                     | 左                     | 31                     |
| 投手                     | 41                       | アメリカ合衆国の旗       | ジョン・ラッキー             | 右                       | 右                       | 34                       | 投手                   | 58                     | アメリカ合衆国の旗     | ダグ・フィスター            | 右                     | 左                     | 29                     |
| 投手                     | 31                       | アメリカ合衆国の旗       | ジョン・レスター             | 左                       | 左                       | 29                       | 投手                   | 21                     | アメリカ合衆国の旗     | リック・ポーセロ            | 右                     | 右                     | 24                     |
| 投手                     | 56                       | ベネズエラの旗           | フランクリン・モラレス       | 左                       | 左                       | 27                       | 投手                   | 19                     | ベネズエラの旗         | アニバル・サンチェス        | 右                     | 右                     | 29                     |
| 投手                     | 44                       | アメリカ合衆国の旗       | ジェイク・ピービー＃         | 右                       | 右                       | 33                       | 投手                   | 37                     | アメリカ合衆国の旗     | マックス・シャーザー★       | 右                     | 右                     | 29                     |
| 投手                     | 36                       | 日本の旗                 | 田澤純一                     | 右                       | 右                       | 27                       | 投手                   | 33                     | アメリカ合衆国の旗     | ドリュー・スマイリー        | 左                     | 左                     | 24                     |
| 投手                     | 19                       | 日本の旗                 | 上原浩治                     | 右                       | 右                       | 38                       | 投手                   | 31                     | ドミニカ共和国の旗     | ホセ・ベラス＃              | 右                     | 右                     | 32                     |
| 投手                     | 67                       | アメリカ合衆国の旗       | ブランドン・ワークマン       | 右                       | 右                       | 25                       | 投手                   | 35                     | アメリカ合衆国の旗     | ジャスティン・バーランダー★ | 右                     | 右                     | 30                     |
| 捕手                     | 3                        | アメリカ合衆国の旗       | デビッド・ロス               | 右                       | 右                       | 36                       | 捕手                   | 13                     | アメリカ合衆国の旗     | アレックス・アビラ          | 右                     | 左                     | 26                     |
| 捕手                     | 39                       | アメリカ合衆国の旗       | ジャロッド・サルタラマッキア | 右                       | 両                       | 28                       | 捕手                   | 55                     | キューバの旗           | ブライアン・ペーニャ        | 右                     | 両                     | 31                     |
| 内野手                   | 72                       | アルバの旗               | ザンダー・ボガーツ           | 右                       | 右                       | 21                       | 内野手                 | 24                     | ベネズエラの旗         | ミゲル・カブレラ★           | 右                     | 右                     | 30                     |
| 内野手                   | 7                        | アメリカ合衆国の旗       | スティーブン・ドリュー       | 右                       | 左                       | 30                       | 内野手                 | 28                     | アメリカ合衆国の旗     | プリンス・フィルダー★       | 右                     | 左                     | 29                     |
| 内野手                   | 12                       | アメリカ合衆国の旗       | マイク・ナポリ               | 右                       | 右                       | 31                       | 内野手                 | 1                      | キューバの旗           | ホセ・イグレシアス＃        | 右                     | 右                     | 23                     |
| 内野手                   | 16                       | アメリカ合衆国の旗       | ウィル・ミドルブルックス     | 右                       | 右                       | 25                       | 内野手                 | 4                      | ベネズエラの旗         | オマー・インファンテ        | 右                     | 右                     | 31                     |
| 内野手                   | 15                       | アメリカ合衆国の旗       | ダスティン・ペドロイア★      | 右                       | 右                       | 30                       | 内野手                 | 27                     | ドミニカ共和国の旗     | ジョニー・ペラルタ★         | 右                     | 右                     | 31                     |
| 外野手                   | 50                       | アメリカ合衆国の旗       | クインティン・ベリー＃       | 左                       | 左                       | 28                       | 内野手                 | 26                     | ベネズエラの旗         | エルナン・ペレス            | 右                     | 右                     | 22                     |
| 外野手                   | 37                       | アメリカ合衆国の旗       | マイク・カープ               | 右                       | 左                       | 27                       | 内野手                 | 39                     | ドミニカ共和国の旗     | ラモン・サンティアゴ        | 右                     | 両                     | 34                     |
| 外野手                   | 2                        | アメリカ合衆国の旗       | ジャコビー・エルズベリー     | 左                       | 左                       | 30                       | 外野手                 | 12                     | アメリカ合衆国の旗     | アンディ・ダークス          | 左                     | 左                     | 27                     |
| 外野手                   | 5                        | アメリカ合衆国の旗       | ジョニー・ゴームズ           | 右                       | 右                       | 32                       | 外野手                 | 48                     | アメリカ合衆国の旗     | トリー・ハンター★           | 右                     | 右                     | 38                     |
| 外野手                   | 29                       | アメリカ合衆国の旗       | ダニエル・ナバ               | 左                       | 両                       | 30                       | 外野手                 | 14                     | アメリカ合衆国の旗     | オースティン・ジャクソン    | 右                     | 右                     | 26                     |
| 外野手                   | 18                       | アメリカ合衆国の旗       | シェーン・ビクトリーノ       | 右                       | 両                       | 32                       | 外野手                 | 32                     | アメリカ合衆国の旗     | ドン・ケリー                | 右                     | 左                     | 33                     |
| 指名打者                 | 34                       | ドミニカ共和国の旗       | デビッド・オルティーズ★      | 左                       | 左                       | 37                       | 指名打者               | 41                     | ベネズエラの旗         | ビクター・マルティネス      | 右                     | 両                     | 34                     |

地区シリーズのロースターからは、レッドソックスは変更はない。これに対しタイガースは救援投手をひとり入れ替え、右のルーク・プッコーネンに代えて左のフィル・コークを登録した。レギュラーシーズン中に先発登板の経験がある投手のうち、リック・ポーセロとホセ・アルバレスがポストシーズンではリリーフに回っていたため、プッコーネンはロングリリーフ3番手という位置づけとなり、地区シリーズでは登板機会がないまま終わっていた。コークは前腕の屈筋を痛め、この年は防御率5.40・対左打者被打率.299と不振だった。ただレッドソックス主力打者との相性はよく、通算成績ではデビッド・オルティーズを18打数2安打、ジャコビー・エルズベリーを11打数1安打、マイク・ナポリを6打数1安打に封じている。
タイガースの内野手ホセ・イグレシアスは、この年のシーズン途中まではレッドソックスに在籍し、63試合に出場していた。レッドソックスでは先発ローテーションの一角だったクレイ・バックホルツが肩痛で故障者リスト入りし、タイガースでは正遊撃手ジョニー・ペラルタにドーピング騒動（"バイオジェネシス・スキャンダル"）での出場停止処分が下される可能性があった。7月30日、両球団にシカゴ・ホワイトソックスも交えての三角トレードが成立し、レッドソックスは先発投手ジェイク・ピービーをホワイトソックスから獲得する代わりにイグレシアスをタイガースへ放出した。今シリーズを前に、イグレシアスは「タイガースの一員としてこの場に立つ幸運に恵まれた。ボストンへ戻ってくるのは特別なことで、素晴らしい気分だ」と話した。

## 試合結果
2013年のアメリカンリーグ優勝決定戦は10月12日に開幕し、途中に移動日を挟んで8日間で6試合が行われた。日程・結果は以下の通り。
| 日付                                                     | 試合  | ビジター球団（先攻）     | スコア | ホーム球団（後攻）       | 開催球場             | 開催球場                             |
| -------------------------------------------------------- | ----- | ------------------------ | ------ | ------------------------ | -------------------- | ------------------------------------ |
| 10月12日（土）                                           | 第1戦 | デトロイト・タイガース   | 1－0   | ボストン・レッドソックス | フェンウェイ・パーク | フェンウェイ・パークコメリカ・パーク |
| 10月13日（日）                                           | 第2戦 | デトロイト・タイガース   | 5－6x  | ボストン・レッドソックス | フェンウェイ・パーク | フェンウェイ・パークコメリカ・パーク |
| 10月14日（月）                                           |       | 移動日                   | 移動日 | 移動日                   |                      | フェンウェイ・パークコメリカ・パーク |
| 10月15日（火）                                           | 第3戦 | ボストン・レッドソックス | 1－0   | デトロイト・タイガース   | コメリカ・パーク     | フェンウェイ・パークコメリカ・パーク |
| 10月16日（水）                                           | 第4戦 | ボストン・レッドソックス | 3－7   | デトロイト・タイガース   | コメリカ・パーク     | フェンウェイ・パークコメリカ・パーク |
| 10月17日（木）                                           | 第5戦 | ボストン・レッドソックス | 4－3   | デトロイト・タイガース   | コメリカ・パーク     | フェンウェイ・パークコメリカ・パーク |
| 10月18日（金）                                           |       | 移動日                   | 移動日 | 移動日                   |                      | フェンウェイ・パークコメリカ・パーク |
| 10月19日（土）                                           | 第6戦 | デトロイト・タイガース   | 2－5   | ボストン・レッドソックス | フェンウェイ・パーク | フェンウェイ・パークコメリカ・パーク |
| 優勝：ボストン・レッドソックス（4勝2敗 / 6年ぶり13度目） |       |                          |        |                          |                      | フェンウェイ・パークコメリカ・パーク |

### 第1戦 10月12日
- フェンウェイ・パーク（マサチューセッツ州ボストン）

|                          | 1 | 2 | 3 | 4 | 5 | 6 | 7 | 8 | 9 | R | H | E |
| ------------------------ | - | - | - | - | - | - | - | - | - | - | - | - |
| デトロイト・タイガース   | 0 | 0 | 0 | 0 | 0 | 1 | 0 | 0 | 0 | 1 | 9 | 0 |
| ボストン・レッドソックス | 0 | 0 | 0 | 0 | 0 | 0 | 0 | 0 | 0 | 0 | 1 | 1 |

1. 勝利：アニバル・サンチェス（1勝）
2. セーブ：ホアキン・ベノワ（1S）
3. 敗戦：ジョン・レスター（1敗）
4. 審判
［球審］ジョー・ウェスト
［塁審］一塁: ロブ・ドレイク、二塁: ロン・カルパ、三塁: アルフォンソ・マルケス
［外審］左翼: デイル・スコット、右翼: ダン・アイアソーニャ
5. 試合開始時刻: 東部夏時間（UTC-4）午後8時10分  試合時間: 3時間56分  観客: 3万8210人  気温: 55°F（12.8°C）
詳細: MLB.com Gameday / ESPN.com / Baseball-Reference.com / Fangraphs

| デトロイト・タイガース | デトロイト・タイガース | デトロイト・タイガース | デトロイト・タイガース | デトロイト・タイガース | ボストン・レッドソックス | ボストン・レッドソックス | ボストン・レッドソックス | ボストン・レッドソックス | ボストン・レッドソックス |
| ---------------------- | ---------------------- | ---------------------- | ---------------------- | --- | ------------------------ | ------------------------ | ------------------------ | ------------------------ | --- |
| 打順                   | 守備                   | 選手                   | 打席                   | A・サンチェスA・アビラP・フィルダーO・インファンテM・カブレラJ・イグレシアスJ・ペラルタA・ジャクソンT・ハンターV・マルティネス | 打順                     | 守備                     | 選手                     | 打席                     | J・レスターD・ロスM・ナポリD・ペドロイアW・ミドル · ブルックスS・ドリューD・ナバJ・エルズベリーS・ビクトリーノD・オルティーズ |
| 1                      | 中                     | A・ジャクソン          | 右                     | A・サンチェスA・アビラP・フィルダーO・インファンテM・カブレラJ・イグレシアスJ・ペラルタA・ジャクソンT・ハンターV・マルティネス | 1                        | 中                       | J・エルズベリー          | 左                       | J・レスターD・ロスM・ナポリD・ペドロイアW・ミドル · ブルックスS・ドリューD・ナバJ・エルズベリーS・ビクトリーノD・オルティーズ |
| 2                      | 右                     | T・ハンター            | 右                     | A・サンチェスA・アビラP・フィルダーO・インファンテM・カブレラJ・イグレシアスJ・ペラルタA・ジャクソンT・ハンターV・マルティネス | 2                        | 右                       | S・ビクトリーノ          | 両                       | J・レスターD・ロスM・ナポリD・ペドロイアW・ミドル · ブルックスS・ドリューD・ナバJ・エルズベリーS・ビクトリーノD・オルティーズ |
| 3                      | 三                     | M・カブレラ            | 右                     | A・サンチェスA・アビラP・フィルダーO・インファンテM・カブレラJ・イグレシアスJ・ペラルタA・ジャクソンT・ハンターV・マルティネス | 3                        | 二                       | D・ペドロイア            | 右                       | J・レスターD・ロスM・ナポリD・ペドロイアW・ミドル · ブルックスS・ドリューD・ナバJ・エルズベリーS・ビクトリーノD・オルティーズ |
| 4                      | 一                     | P・フィルダー          | 左                     | A・サンチェスA・アビラP・フィルダーO・インファンテM・カブレラJ・イグレシアスJ・ペラルタA・ジャクソンT・ハンターV・マルティネス | 4                        | DH                       | D・オルティーズ          | 左                       | J・レスターD・ロスM・ナポリD・ペドロイアW・ミドル · ブルックスS・ドリューD・ナバJ・エルズベリーS・ビクトリーノD・オルティーズ |
| 5                      | DH                     | V・マルティネス        | 両                     | A・サンチェスA・アビラP・フィルダーO・インファンテM・カブレラJ・イグレシアスJ・ペラルタA・ジャクソンT・ハンターV・マルティネス | 5                        | 一                       | M・ナポリ                | 右                       | J・レスターD・ロスM・ナポリD・ペドロイアW・ミドル · ブルックスS・ドリューD・ナバJ・エルズベリーS・ビクトリーノD・オルティーズ |
| 6                      | 左                     | J・ペラルタ            | 右                     | A・サンチェスA・アビラP・フィルダーO・インファンテM・カブレラJ・イグレシアスJ・ペラルタA・ジャクソンT・ハンターV・マルティネス | 6                        | 左                       | D・ナバ                  | 両                       | J・レスターD・ロスM・ナポリD・ペドロイアW・ミドル · ブルックスS・ドリューD・ナバJ・エルズベリーS・ビクトリーノD・オルティーズ |
| 7                      | 二                     | O・インファンテ        | 右                     | A・サンチェスA・アビラP・フィルダーO・インファンテM・カブレラJ・イグレシアスJ・ペラルタA・ジャクソンT・ハンターV・マルティネス | 7                        | 遊                       | S・ドリュー              | 左                       | J・レスターD・ロスM・ナポリD・ペドロイアW・ミドル · ブルックスS・ドリューD・ナバJ・エルズベリーS・ビクトリーノD・オルティーズ |
| 8                      | 捕                     | A・アビラ              | 左                     | A・サンチェスA・アビラP・フィルダーO・インファンテM・カブレラJ・イグレシアスJ・ペラルタA・ジャクソンT・ハンターV・マルティネス | 8                        | 三                       | W・ミドルブルックス      | 右                       | J・レスターD・ロスM・ナポリD・ペドロイアW・ミドル · ブルックスS・ドリューD・ナバJ・エルズベリーS・ビクトリーノD・オルティーズ |
| 9                      | 遊                     | J・イグレシアス        | 右                     | A・サンチェスA・アビラP・フィルダーO・インファンテM・カブレラJ・イグレシアスJ・ペラルタA・ジャクソンT・ハンターV・マルティネス | 9                        | 捕                       | D・ロス                  | 右                       | J・レスターD・ロスM・ナポリD・ペドロイアW・ミドル · ブルックスS・ドリューD・ナバJ・エルズベリーS・ビクトリーノD・オルティーズ |
| 先発投手               | 先発投手               | 先発投手               | 投球                   | A・サンチェスA・アビラP・フィルダーO・インファンテM・カブレラJ・イグレシアスJ・ペラルタA・ジャクソンT・ハンターV・マルティネス | 先発投手                 | 先発投手                 | 先発投手                 | 投球                     | J・レスターD・ロスM・ナポリD・ペドロイアW・ミドル · ブルックスS・ドリューD・ナバJ・エルズベリーS・ビクトリーノD・オルティーズ |
| A・サンチェス          | A・サンチェス          | A・サンチェス          | 右                     | A・サンチェスA・アビラP・フィルダーO・インファンテM・カブレラJ・イグレシアスJ・ペラルタA・ジャクソンT・ハンターV・マルティネス | J・レスター              | J・レスター              | J・レスター              | 左                       | J・レスターD・ロスM・ナポリD・ペドロイアW・ミドル · ブルックスS・ドリューD・ナバJ・エルズベリーS・ビクトリーノD・オルティーズ |

### 第2戦 10月13日
- フェンウェイ・パーク（マサチューセッツ州ボストン）

|                          | 1 | 2 | 3 | 4 | 5 | 6 | 7 | 8 | 9  | R | H | E |
| ------------------------ | - | - | - | - | - | - | - | - | -- | - | - | - |
| デトロイト・タイガース   | 0 | 1 | 0 | 0 | 0 | 4 | 0 | 0 | 0  | 5 | 8 | 1 |
| ボストン・レッドソックス | 0 | 0 | 0 | 0 | 0 | 1 | 0 | 4 | 1x | 6 | 7 | 1 |

1. 勝利：上原浩治（1勝）
2. 敗戦：リック・ポーセロ（1敗）
3. 本塁打
DET：ミゲル・カブレラ1号ソロ、アレックス・アビラ1号2ラン
BOS：デビッド・オルティーズ1号満塁
4. 審判
［球審］ロブ・ドレイク
［塁審］一塁: ロン・カルパ、二塁: アルフォンソ・マルケス、三塁: デイル・スコット
［外審］左翼: ダン・アイアソーニャ、右翼: ジョー・ウェスト
5. 試合開始時刻: 東部夏時間（UTC-4）午後8時16分  試合時間: 3時間28分  観客: 3万8029人  気温: 53°F（11.7°C）
詳細: MLB.com Gameday / ESPN.com / Baseball-Reference.com / Fangraphs

| デトロイト・タイガース | デトロイト・タイガース | デトロイト・タイガース | デトロイト・タイガース | デトロイト・タイガース                                                                                                   | ボストン・レッドソックス | ボストン・レッドソックス | ボストン・レッドソックス | ボストン・レッドソックス | ボストン・レッドソックス |
| ---------------------- | ---------------------- | ---------------------- | ---------------------- | --- | ------------------------ | ------------------------ | ------------------------ | ------------------------ | --- |
| 打順                   | 守備                   | 選手                   | 打席                   | M・シャーザーA・アビラP・フィルダーO・インファンテM・カブレラJ・ペラルタD・ケリーA・ジャクソンT・ハンターV・マルティネス | 打順                     | 守備                     | 選手                     | 打席                     | C・バックホルツJ・サルタラマッキアM・カープD・ペドロイアW・ミドル · ブルックスS・ドリューJ・ゴームズJ・エルズベリーS・ビクトリーノD・オルティーズ |
| 1                      | 中                     | A・ジャクソン          | 右                     | M・シャーザーA・アビラP・フィルダーO・インファンテM・カブレラJ・ペラルタD・ケリーA・ジャクソンT・ハンターV・マルティネス | 1                        | 中                       | J・エルズベリー          | 左                       | C・バックホルツJ・サルタラマッキアM・カープD・ペドロイアW・ミドル · ブルックスS・ドリューJ・ゴームズJ・エルズベリーS・ビクトリーノD・オルティーズ |
| 2                      | 右                     | T・ハンター            | 右                     | M・シャーザーA・アビラP・フィルダーO・インファンテM・カブレラJ・ペラルタD・ケリーA・ジャクソンT・ハンターV・マルティネス | 2                        | 右                       | S・ビクトリーノ          | 両                       | C・バックホルツJ・サルタラマッキアM・カープD・ペドロイアW・ミドル · ブルックスS・ドリューJ・ゴームズJ・エルズベリーS・ビクトリーノD・オルティーズ |
| 3                      | 三                     | M・カブレラ            | 右                     | M・シャーザーA・アビラP・フィルダーO・インファンテM・カブレラJ・ペラルタD・ケリーA・ジャクソンT・ハンターV・マルティネス | 3                        | 二                       | D・ペドロイア            | 右                       | C・バックホルツJ・サルタラマッキアM・カープD・ペドロイアW・ミドル · ブルックスS・ドリューJ・ゴームズJ・エルズベリーS・ビクトリーノD・オルティーズ |
| 4                      | 一                     | P・フィルダー          | 左                     | M・シャーザーA・アビラP・フィルダーO・インファンテM・カブレラJ・ペラルタD・ケリーA・ジャクソンT・ハンターV・マルティネス | 4                        | DH                       | D・オルティーズ          | 左                       | C・バックホルツJ・サルタラマッキアM・カープD・ペドロイアW・ミドル · ブルックスS・ドリューJ・ゴームズJ・エルズベリーS・ビクトリーノD・オルティーズ |
| 5                      | DH                     | V・マルティネス        | 両                     | M・シャーザーA・アビラP・フィルダーO・インファンテM・カブレラJ・ペラルタD・ケリーA・ジャクソンT・ハンターV・マルティネス | 5                        | 一                       | M・カープ                | 左                       | C・バックホルツJ・サルタラマッキアM・カープD・ペドロイアW・ミドル · ブルックスS・ドリューJ・ゴームズJ・エルズベリーS・ビクトリーノD・オルティーズ |
| 6                      | 遊                     | J・ペラルタ            | 右                     | M・シャーザーA・アビラP・フィルダーO・インファンテM・カブレラJ・ペラルタD・ケリーA・ジャクソンT・ハンターV・マルティネス | 6                        | 左                       | J・ゴームズ              | 右                       | C・バックホルツJ・サルタラマッキアM・カープD・ペドロイアW・ミドル · ブルックスS・ドリューJ・ゴームズJ・エルズベリーS・ビクトリーノD・オルティーズ |
| 7                      | 捕                     | A・アビラ              | 左                     | M・シャーザーA・アビラP・フィルダーO・インファンテM・カブレラJ・ペラルタD・ケリーA・ジャクソンT・ハンターV・マルティネス | 7                        | 捕                       | J・サルタラマッキア      | 両                       | C・バックホルツJ・サルタラマッキアM・カープD・ペドロイアW・ミドル · ブルックスS・ドリューJ・ゴームズJ・エルズベリーS・ビクトリーノD・オルティーズ |
| 8                      | 二                     | O・インファンテ        | 右                     | M・シャーザーA・アビラP・フィルダーO・インファンテM・カブレラJ・ペラルタD・ケリーA・ジャクソンT・ハンターV・マルティネス | 8                        | 遊                       | S・ドリュー              | 左                       | C・バックホルツJ・サルタラマッキアM・カープD・ペドロイアW・ミドル · ブルックスS・ドリューJ・ゴームズJ・エルズベリーS・ビクトリーノD・オルティーズ |
| 9                      | 左                     | D・ケリー              | 左                     | M・シャーザーA・アビラP・フィルダーO・インファンテM・カブレラJ・ペラルタD・ケリーA・ジャクソンT・ハンターV・マルティネス | 9                        | 三                       | W・ミドルブルックス      | 右                       | C・バックホルツJ・サルタラマッキアM・カープD・ペドロイアW・ミドル · ブルックスS・ドリューJ・ゴームズJ・エルズベリーS・ビクトリーノD・オルティーズ |
| 先発投手               | 先発投手               | 先発投手               | 投球                   | M・シャーザーA・アビラP・フィルダーO・インファンテM・カブレラJ・ペラルタD・ケリーA・ジャクソンT・ハンターV・マルティネス | 先発投手                 | 先発投手                 | 先発投手                 | 投球                     | C・バックホルツJ・サルタラマッキアM・カープD・ペドロイアW・ミドル · ブルックスS・ドリューJ・ゴームズJ・エルズベリーS・ビクトリーノD・オルティーズ |
| M・シャーザー          | M・シャーザー          | M・シャーザー          | 右                     | M・シャーザーA・アビラP・フィルダーO・インファンテM・カブレラJ・ペラルタD・ケリーA・ジャクソンT・ハンターV・マルティネス | C・バックホルツ          | C・バックホルツ          | C・バックホルツ          | 右                       | C・バックホルツJ・サルタラマッキアM・カープD・ペドロイアW・ミドル · ブルックスS・ドリューJ・ゴームズJ・エルズベリーS・ビクトリーノD・オルティーズ |

### 第3戦 10月15日
- コメリカ・パーク（ミシガン州デトロイト）

|                          | 1 | 2 | 3 | 4 | 5 | 6 | 7 | 8 | 9 | R | H | E |
| ------------------------ | - | - | - | - | - | - | - | - | - | - | - | - |
| ボストン・レッドソックス | 0 | 0 | 0 | 0 | 0 | 0 | 1 | 0 | 0 | 1 | 4 | 0 |
| デトロイト・タイガース   | 0 | 0 | 0 | 0 | 0 | 0 | 0 | 0 | 0 | 0 | 6 | 1 |

1. 勝利：ジョン・ラッキー（1勝）
2. セーブ：上原浩治（1勝1S）
3. 敗戦：ジャスティン・バーランダー（1敗）
4. 本塁打
BOS：マイク・ナポリ1号ソロ
5. 審判
［球審］ロン・カルパ
［塁審］一塁: アルフォンソ・マルケス、二塁: デイル・スコット、三塁: ダン・アイアソーニャ
［外審］左翼: ジョー・ウェスト、右翼: ロブ・ドレイク
6. 試合開始時刻: 東部夏時間（UTC-4）午後4時8分  試合時間: 3時間20分  観客: 4万2327人  気温: 63°F（17.2°C）
詳細: MLB.com Gameday / ESPN.com / Baseball-Reference.com / Fangraphs

| ボストン・レッドソックス | ボストン・レッドソックス | ボストン・レッドソックス | ボストン・レッドソックス | ボストン・レッドソックス | デトロイト・タイガース | デトロイト・タイガース | デトロイト・タイガース | デトロイト・タイガース | デトロイト・タイガース |
| ------------------------ | ------------------------ | ------------------------ | ------------------------ | --- | ---------------------- | ---------------------- | ---------------------- | ---------------------- | --- |
| 打順                     | 守備                     | 選手                     | 打席                     | J・ラッキーJ・サルタラマッキアM・ナポリD・ペドロイアW・ミドル · ブルックスS・ドリューJ・ゴームズJ・エルズベリーS・ビクトリーノD・オルティーズ | 打順                   | 守備                   | 選手                   | 打席                   | J・バーランダーA・アビラP・フィルダーO・インファンテM・カブレラJ・ペラルタA・ダークスA・ジャクソンT・ハンターV・マルティネス |
| 1                        | 中                       | J・エルズベリー          | 左                       | J・ラッキーJ・サルタラマッキアM・ナポリD・ペドロイアW・ミドル · ブルックスS・ドリューJ・ゴームズJ・エルズベリーS・ビクトリーノD・オルティーズ | 1                      | 中                     | A・ジャクソン          | 右                     | J・バーランダーA・アビラP・フィルダーO・インファンテM・カブレラJ・ペラルタA・ダークスA・ジャクソンT・ハンターV・マルティネス |
| 2                        | 右                       | S・ビクトリーノ          | 両                       | J・ラッキーJ・サルタラマッキアM・ナポリD・ペドロイアW・ミドル · ブルックスS・ドリューJ・ゴームズJ・エルズベリーS・ビクトリーノD・オルティーズ | 2                      | 右                     | T・ハンター            | 右                     | J・バーランダーA・アビラP・フィルダーO・インファンテM・カブレラJ・ペラルタA・ダークスA・ジャクソンT・ハンターV・マルティネス |
| 3                        | 二                       | D・ペドロイア            | 右                       | J・ラッキーJ・サルタラマッキアM・ナポリD・ペドロイアW・ミドル · ブルックスS・ドリューJ・ゴームズJ・エルズベリーS・ビクトリーノD・オルティーズ | 3                      | 三                     | M・カブレラ            | 右                     | J・バーランダーA・アビラP・フィルダーO・インファンテM・カブレラJ・ペラルタA・ダークスA・ジャクソンT・ハンターV・マルティネス |
| 4                        | DH                       | D・オルティーズ          | 左                       | J・ラッキーJ・サルタラマッキアM・ナポリD・ペドロイアW・ミドル · ブルックスS・ドリューJ・ゴームズJ・エルズベリーS・ビクトリーノD・オルティーズ | 4                      | 一                     | P・フィルダー          | 左                     | J・バーランダーA・アビラP・フィルダーO・インファンテM・カブレラJ・ペラルタA・ダークスA・ジャクソンT・ハンターV・マルティネス |
| 5                        | 一                       | M・ナポリ                | 右                       | J・ラッキーJ・サルタラマッキアM・ナポリD・ペドロイアW・ミドル · ブルックスS・ドリューJ・ゴームズJ・エルズベリーS・ビクトリーノD・オルティーズ | 5                      | DH                     | V・マルティネス        | 両                     | J・バーランダーA・アビラP・フィルダーO・インファンテM・カブレラJ・ペラルタA・ダークスA・ジャクソンT・ハンターV・マルティネス |
| 6                        | 捕                       | J・サルタラマッキア      | 両                       | J・ラッキーJ・サルタラマッキアM・ナポリD・ペドロイアW・ミドル · ブルックスS・ドリューJ・ゴームズJ・エルズベリーS・ビクトリーノD・オルティーズ | 6                      | 遊                     | J・ペラルタ            | 右                     | J・バーランダーA・アビラP・フィルダーO・インファンテM・カブレラJ・ペラルタA・ダークスA・ジャクソンT・ハンターV・マルティネス |
| 7                        | 左                       | J・ゴームズ              | 右                       | J・ラッキーJ・サルタラマッキアM・ナポリD・ペドロイアW・ミドル · ブルックスS・ドリューJ・ゴームズJ・エルズベリーS・ビクトリーノD・オルティーズ | 7                      | 捕                     | A・アビラ              | 左                     | J・バーランダーA・アビラP・フィルダーO・インファンテM・カブレラJ・ペラルタA・ダークスA・ジャクソンT・ハンターV・マルティネス |
| 8                        | 遊                       | S・ドリュー              | 左                       | J・ラッキーJ・サルタラマッキアM・ナポリD・ペドロイアW・ミドル · ブルックスS・ドリューJ・ゴームズJ・エルズベリーS・ビクトリーノD・オルティーズ | 8                      | 二                     | O・インファンテ        | 右                     | J・バーランダーA・アビラP・フィルダーO・インファンテM・カブレラJ・ペラルタA・ダークスA・ジャクソンT・ハンターV・マルティネス |
| 9                        | 三                       | W・ミドルブルックス      | 右                       | J・ラッキーJ・サルタラマッキアM・ナポリD・ペドロイアW・ミドル · ブルックスS・ドリューJ・ゴームズJ・エルズベリーS・ビクトリーノD・オルティーズ | 9                      | 左                     | A・ダークス            | 左                     | J・バーランダーA・アビラP・フィルダーO・インファンテM・カブレラJ・ペラルタA・ダークスA・ジャクソンT・ハンターV・マルティネス |
| 先発投手                 | 先発投手                 | 先発投手                 | 投球                     | J・ラッキーJ・サルタラマッキアM・ナポリD・ペドロイアW・ミドル · ブルックスS・ドリューJ・ゴームズJ・エルズベリーS・ビクトリーノD・オルティーズ | 先発投手               | 先発投手               | 先発投手               | 投球                   | J・バーランダーA・アビラP・フィルダーO・インファンテM・カブレラJ・ペラルタA・ダークスA・ジャクソンT・ハンターV・マルティネス |
| J・ラッキー              | J・ラッキー              | J・ラッキー              | 右                       | J・ラッキーJ・サルタラマッキアM・ナポリD・ペドロイアW・ミドル · ブルックスS・ドリューJ・ゴームズJ・エルズベリーS・ビクトリーノD・オルティーズ | J・バーランダー        | J・バーランダー        | J・バーランダー        | 右                     | J・バーランダーA・アビラP・フィルダーO・インファンテM・カブレラJ・ペラルタA・ダークスA・ジャクソンT・ハンターV・マルティネス |

### 第4戦 10月16日
- コメリカ・パーク（ミシガン州デトロイト）

|                          | 1 | 2 | 3 | 4 | 5 | 6 | 7 | 8 | 9 | R | H  | E |
| ------------------------ | - | - | - | - | - | - | - | - | - | - | -- | - |
| ボストン・レッドソックス | 0 | 0 | 0 | 0 | 0 | 1 | 1 | 0 | 1 | 3 | 12 | 0 |
| デトロイト・タイガース   | 0 | 5 | 0 | 2 | 0 | 0 | 0 | 0 | X | 7 | 9  | 0 |

1. 勝利：ダグ・フィスター（1勝）
2. 敗戦：ジェイク・ピービー（1敗）
3. 審判
［球審］アルフォンソ・マルケス
［塁審］一塁: デイル・スコット、二塁: ダン・アイアソーニャ、三塁: ジョー・ウェスト
［外審］左翼: ロブ・ドレイク、右翼: ロン・カルパ
4. 試合開始時刻: 東部夏時間（UTC-4）午後8時7分  試合時間: 3時間27分  観客: 4万2765人  気温: 56°F（13.3°C）
詳細: MLB.com Gameday / ESPN.com / Baseball-Reference.com / Fangraphs

| ボストン・レッドソックス | ボストン・レッドソックス | ボストン・レッドソックス | ボストン・レッドソックス | ボストン・レッドソックス | デトロイト・タイガース | デトロイト・タイガース | デトロイト・タイガース | デトロイト・タイガース | デトロイト・タイガース |
| ------------------------ | ------------------------ | ------------------------ | ------------------------ | --- | ---------------------- | ---------------------- | ---------------------- | ---------------------- | --- |
| 打順                     | 守備                     | 選手                     | 打席                     | J・ピービーJ・サルタラマッキアM・ナポリD・ペドロイアW・ミドル · ブルックスS・ドリューD・ナバJ・エルズベリーS・ビクトリーノD・オルティーズ | 打順                   | 守備                   | 選手                   | 打席                   | D・フィスターA・アビラP・フィルダーO・インファンテM・カブレラJ・イグレシアスJ・ペラルタA・ジャクソンT・ハンターV・マルティネス |
| 1                        | 中                       | J・エルズベリー          | 左                       | J・ピービーJ・サルタラマッキアM・ナポリD・ペドロイアW・ミドル · ブルックスS・ドリューD・ナバJ・エルズベリーS・ビクトリーノD・オルティーズ | 1                      | 右                     | T・ハンター            | 右                     | D・フィスターA・アビラP・フィルダーO・インファンテM・カブレラJ・イグレシアスJ・ペラルタA・ジャクソンT・ハンターV・マルティネス |
| 2                        | 右                       | S・ビクトリーノ          | 両                       | J・ピービーJ・サルタラマッキアM・ナポリD・ペドロイアW・ミドル · ブルックスS・ドリューD・ナバJ・エルズベリーS・ビクトリーノD・オルティーズ | 2                      | 三                     | M・カブレラ            | 右                     | D・フィスターA・アビラP・フィルダーO・インファンテM・カブレラJ・イグレシアスJ・ペラルタA・ジャクソンT・ハンターV・マルティネス |
| 3                        | 二                       | D・ペドロイア            | 右                       | J・ピービーJ・サルタラマッキアM・ナポリD・ペドロイアW・ミドル · ブルックスS・ドリューD・ナバJ・エルズベリーS・ビクトリーノD・オルティーズ | 3                      | 一                     | P・フィルダー          | 左                     | D・フィスターA・アビラP・フィルダーO・インファンテM・カブレラJ・イグレシアスJ・ペラルタA・ジャクソンT・ハンターV・マルティネス |
| 4                        | DH                       | D・オルティーズ          | 左                       | J・ピービーJ・サルタラマッキアM・ナポリD・ペドロイアW・ミドル · ブルックスS・ドリューD・ナバJ・エルズベリーS・ビクトリーノD・オルティーズ | 4                      | DH                     | V・マルティネス        | 両                     | D・フィスターA・アビラP・フィルダーO・インファンテM・カブレラJ・イグレシアスJ・ペラルタA・ジャクソンT・ハンターV・マルティネス |
| 5                        | 一                       | M・ナポリ                | 右                       | J・ピービーJ・サルタラマッキアM・ナポリD・ペドロイアW・ミドル · ブルックスS・ドリューD・ナバJ・エルズベリーS・ビクトリーノD・オルティーズ | 5                      | 左                     | J・ペラルタ            | 右                     | D・フィスターA・アビラP・フィルダーO・インファンテM・カブレラJ・イグレシアスJ・ペラルタA・ジャクソンT・ハンターV・マルティネス |
| 6                        | 左                       | D・ナバ                  | 両                       | J・ピービーJ・サルタラマッキアM・ナポリD・ペドロイアW・ミドル · ブルックスS・ドリューD・ナバJ・エルズベリーS・ビクトリーノD・オルティーズ | 6                      | 捕                     | A・アビラ              | 左                     | D・フィスターA・アビラP・フィルダーO・インファンテM・カブレラJ・イグレシアスJ・ペラルタA・ジャクソンT・ハンターV・マルティネス |
| 7                        | 捕                       | J・サルタラマッキア      | 両                       | J・ピービーJ・サルタラマッキアM・ナポリD・ペドロイアW・ミドル · ブルックスS・ドリューD・ナバJ・エルズベリーS・ビクトリーノD・オルティーズ | 7                      | 二                     | O・インファンテ        | 右                     | D・フィスターA・アビラP・フィルダーO・インファンテM・カブレラJ・イグレシアスJ・ペラルタA・ジャクソンT・ハンターV・マルティネス |
| 8                        | 遊                       | S・ドリュー              | 左                       | J・ピービーJ・サルタラマッキアM・ナポリD・ペドロイアW・ミドル · ブルックスS・ドリューD・ナバJ・エルズベリーS・ビクトリーノD・オルティーズ | 8                      | 中                     | A・ジャクソン          | 右                     | D・フィスターA・アビラP・フィルダーO・インファンテM・カブレラJ・イグレシアスJ・ペラルタA・ジャクソンT・ハンターV・マルティネス |
| 9                        | 三                       | W・ミドルブルックス      | 右                       | J・ピービーJ・サルタラマッキアM・ナポリD・ペドロイアW・ミドル · ブルックスS・ドリューD・ナバJ・エルズベリーS・ビクトリーノD・オルティーズ | 9                      | 遊                     | J・イグレシアス        | 右                     | D・フィスターA・アビラP・フィルダーO・インファンテM・カブレラJ・イグレシアスJ・ペラルタA・ジャクソンT・ハンターV・マルティネス |
| 先発投手                 | 先発投手                 | 先発投手                 | 投球                     | J・ピービーJ・サルタラマッキアM・ナポリD・ペドロイアW・ミドル · ブルックスS・ドリューD・ナバJ・エルズベリーS・ビクトリーノD・オルティーズ | 先発投手               | 先発投手               | 先発投手               | 投球                   | D・フィスターA・アビラP・フィルダーO・インファンテM・カブレラJ・イグレシアスJ・ペラルタA・ジャクソンT・ハンターV・マルティネス |
| J・ピービー              | J・ピービー              | J・ピービー              | 右                       | J・ピービーJ・サルタラマッキアM・ナポリD・ペドロイアW・ミドル · ブルックスS・ドリューD・ナバJ・エルズベリーS・ビクトリーノD・オルティーズ | D・フィスター          | D・フィスター          | D・フィスター          | 右                     | D・フィスターA・アビラP・フィルダーO・インファンテM・カブレラJ・イグレシアスJ・ペラルタA・ジャクソンT・ハンターV・マルティネス |

### 第5戦 10月17日
- コメリカ・パーク（ミシガン州デトロイト）

|                          | 1 | 2 | 3 | 4 | 5 | 6 | 7 | 8 | 9 | R | H  | E |
| ------------------------ | - | - | - | - | - | - | - | - | - | - | -- | - |
| ボストン・レッドソックス | 0 | 3 | 1 | 0 | 0 | 0 | 0 | 0 | 0 | 4 | 10 | 0 |
| デトロイト・タイガース   | 0 | 0 | 0 | 0 | 1 | 1 | 1 | 0 | 0 | 3 | 10 | 1 |

1. 勝利：ジョン・レスター（1勝1敗）
2. セーブ：上原浩治（1勝2S）
3. 敗戦：アニバル・サンチェス（1勝1敗）
4. 本塁打
BOS：マイク・ナポリ2号ソロ
5. 審判
［球審］デイル・スコット
［塁審］一塁: ダン・アイアソーニャ、二塁: ジョー・ウェスト、三塁: ロブ・ドレイク
［外審］左翼: ロン・カルパ、右翼: アルフォンソ・マルケス
6. 試合開始時刻: 東部夏時間（UTC-4）午後8時7分  試合時間: 3時間47分  観客: 4万2669人  気温: 51°F（10.6°C）
詳細: MLB.com Gameday / ESPN.com / Baseball-Reference.com / Fangraphs

| ボストン・レッドソックス | ボストン・レッドソックス | ボストン・レッドソックス | ボストン・レッドソックス | ボストン・レッドソックス                                                                                               | デトロイト・タイガース | デトロイト・タイガース | デトロイト・タイガース | デトロイト・タイガース | デトロイト・タイガース |
| ------------------------ | ------------------------ | ------------------------ | ------------------------ | --- | ---------------------- | ---------------------- | ---------------------- | ---------------------- | --- |
| 打順                     | 守備                     | 選手                     | 打席                     | J・レスターD・ロスM・ナポリD・ペドロイアX・ボガーツS・ドリューJ・ゴームズJ・エルズベリーS・ビクトリーノD・オルティーズ | 打順                   | 守備                   | 選手                   | 打席                   | A・サンチェスA・アビラP・フィルダーO・インファンテM・カブレラJ・イグレシアスJ・ペラルタA・ジャクソンT・ハンターV・マルティネス |
| 1                        | 中                       | J・エルズベリー          | 左                       | J・レスターD・ロスM・ナポリD・ペドロイアX・ボガーツS・ドリューJ・ゴームズJ・エルズベリーS・ビクトリーノD・オルティーズ | 1                      | 右                     | T・ハンター            | 右                     | A・サンチェスA・アビラP・フィルダーO・インファンテM・カブレラJ・イグレシアスJ・ペラルタA・ジャクソンT・ハンターV・マルティネス |
| 2                        | 右                       | S・ビクトリーノ          | 両                       | J・レスターD・ロスM・ナポリD・ペドロイアX・ボガーツS・ドリューJ・ゴームズJ・エルズベリーS・ビクトリーノD・オルティーズ | 2                      | 三                     | M・カブレラ            | 右                     | A・サンチェスA・アビラP・フィルダーO・インファンテM・カブレラJ・イグレシアスJ・ペラルタA・ジャクソンT・ハンターV・マルティネス |
| 3                        | 二                       | D・ペドロイア            | 右                       | J・レスターD・ロスM・ナポリD・ペドロイアX・ボガーツS・ドリューJ・ゴームズJ・エルズベリーS・ビクトリーノD・オルティーズ | 3                      | 一                     | P・フィルダー          | 左                     | A・サンチェスA・アビラP・フィルダーO・インファンテM・カブレラJ・イグレシアスJ・ペラルタA・ジャクソンT・ハンターV・マルティネス |
| 4                        | DH                       | D・オルティーズ          | 左                       | J・レスターD・ロスM・ナポリD・ペドロイアX・ボガーツS・ドリューJ・ゴームズJ・エルズベリーS・ビクトリーノD・オルティーズ | 4                      | DH                     | V・マルティネス        | 両                     | A・サンチェスA・アビラP・フィルダーO・インファンテM・カブレラJ・イグレシアスJ・ペラルタA・ジャクソンT・ハンターV・マルティネス |
| 5                        | 一                       | M・ナポリ                | 右                       | J・レスターD・ロスM・ナポリD・ペドロイアX・ボガーツS・ドリューJ・ゴームズJ・エルズベリーS・ビクトリーノD・オルティーズ | 5                      | 左                     | J・ペラルタ            | 右                     | A・サンチェスA・アビラP・フィルダーO・インファンテM・カブレラJ・イグレシアスJ・ペラルタA・ジャクソンT・ハンターV・マルティネス |
| 6                        | 左                       | J・ゴームズ              | 右                       | J・レスターD・ロスM・ナポリD・ペドロイアX・ボガーツS・ドリューJ・ゴームズJ・エルズベリーS・ビクトリーノD・オルティーズ | 6                      | 二                     | O・インファンテ        | 右                     | A・サンチェスA・アビラP・フィルダーO・インファンテM・カブレラJ・イグレシアスJ・ペラルタA・ジャクソンT・ハンターV・マルティネス |
| 7                        | 遊                       | S・ドリュー              | 左                       | J・レスターD・ロスM・ナポリD・ペドロイアX・ボガーツS・ドリューJ・ゴームズJ・エルズベリーS・ビクトリーノD・オルティーズ | 7                      | 捕                     | A・アビラ              | 左                     | A・サンチェスA・アビラP・フィルダーO・インファンテM・カブレラJ・イグレシアスJ・ペラルタA・ジャクソンT・ハンターV・マルティネス |
| 8                        | 三                       | X・ボガーツ              | 右                       | J・レスターD・ロスM・ナポリD・ペドロイアX・ボガーツS・ドリューJ・ゴームズJ・エルズベリーS・ビクトリーノD・オルティーズ | 8                      | 中                     | A・ジャクソン          | 右                     | A・サンチェスA・アビラP・フィルダーO・インファンテM・カブレラJ・イグレシアスJ・ペラルタA・ジャクソンT・ハンターV・マルティネス |
| 9                        | 捕                       | D・ロス                  | 右                       | J・レスターD・ロスM・ナポリD・ペドロイアX・ボガーツS・ドリューJ・ゴームズJ・エルズベリーS・ビクトリーノD・オルティーズ | 9                      | 遊                     | J・イグレシアス        | 右                     | A・サンチェスA・アビラP・フィルダーO・インファンテM・カブレラJ・イグレシアスJ・ペラルタA・ジャクソンT・ハンターV・マルティネス |
| 先発投手                 | 先発投手                 | 先発投手                 | 投球                     | J・レスターD・ロスM・ナポリD・ペドロイアX・ボガーツS・ドリューJ・ゴームズJ・エルズベリーS・ビクトリーノD・オルティーズ | 先発投手               | 先発投手               | 先発投手               | 投球                   | A・サンチェスA・アビラP・フィルダーO・インファンテM・カブレラJ・イグレシアスJ・ペラルタA・ジャクソンT・ハンターV・マルティネス |
| J・レスター              | J・レスター              | J・レスター              | 左                       | J・レスターD・ロスM・ナポリD・ペドロイアX・ボガーツS・ドリューJ・ゴームズJ・エルズベリーS・ビクトリーノD・オルティーズ | A・サンチェス          | A・サンチェス          | A・サンチェス          | 右                     | A・サンチェスA・アビラP・フィルダーO・インファンテM・カブレラJ・イグレシアスJ・ペラルタA・ジャクソンT・ハンターV・マルティネス |

### 第6戦 10月19日
- フェンウェイ・パーク（マサチューセッツ州ボストン）

|                          | 1 | 2 | 3 | 4 | 5 | 6 | 7 | 8 | 9 | R | H | E |
| ------------------------ | - | - | - | - | - | - | - | - | - | - | - | - |
| デトロイト・タイガース   | 0 | 0 | 0 | 0 | 0 | 2 | 0 | 0 | 0 | 2 | 8 | 1 |
| ボストン・レッドソックス | 0 | 0 | 0 | 0 | 1 | 0 | 4 | 0 | X | 5 | 5 | 1 |

1. 勝利：田澤純一（1勝）
2. セーブ：上原浩治（1勝3S）
3. 敗戦：マックス・シャーザー（1敗）
4. 本塁打
BOS：シェーン・ビクトリーノ1号満塁
5. 審判
［球審］ダン・アイアソーニャ
［塁審］一塁: ジョー・ウェスト、二塁: ロブ・ドレイク、三塁: ロン・カルパ
［外審］左翼: アルフォンソ・マルケス、右翼: デイル・スコット
6. 試合開始時刻: 東部夏時間（UTC-4）午後8時9分  試合時間: 3時間52分  観客: 3万8823人  気温: 59°F（15°C）
詳細: MLB.com Gameday / ESPN.com / Baseball-Reference.com / Fangraphs

| デトロイト・タイガース | デトロイト・タイガース | デトロイト・タイガース | デトロイト・タイガース | デトロイト・タイガース | ボストン・レッドソックス | ボストン・レッドソックス | ボストン・レッドソックス | ボストン・レッドソックス | ボストン・レッドソックス |
| ---------------------- | ---------------------- | ---------------------- | ---------------------- | --- | ------------------------ | ------------------------ | ------------------------ | ------------------------ | --- |
| 打順                   | 守備                   | 選手                   | 打席                   | M・シャーザーA・アビラP・フィルダーO・インファンテM・カブレラJ・イグレシアスJ・ペラルタA・ジャクソンT・ハンターV・マルティネス | 打順                     | 守備                     | 選手                     | 打席                     | C・バックホルツJ・サルタラマッキアM・ナポリD・ペドロイアX・ボガーツS・ドリューJ・ゴームズJ・エルズベリーS・ビクトリーノD・オルティーズ |
| 1                      | 右                     | T・ハンター            | 右                     | M・シャーザーA・アビラP・フィルダーO・インファンテM・カブレラJ・イグレシアスJ・ペラルタA・ジャクソンT・ハンターV・マルティネス | 1                        | 中                       | J・エルズベリー          | 左                       | C・バックホルツJ・サルタラマッキアM・ナポリD・ペドロイアX・ボガーツS・ドリューJ・ゴームズJ・エルズベリーS・ビクトリーノD・オルティーズ |
| 2                      | 三                     | M・カブレラ            | 右                     | M・シャーザーA・アビラP・フィルダーO・インファンテM・カブレラJ・イグレシアスJ・ペラルタA・ジャクソンT・ハンターV・マルティネス | 2                        | 右                       | S・ビクトリーノ          | 両                       | C・バックホルツJ・サルタラマッキアM・ナポリD・ペドロイアX・ボガーツS・ドリューJ・ゴームズJ・エルズベリーS・ビクトリーノD・オルティーズ |
| 3                      | 一                     | P・フィルダー          | 左                     | M・シャーザーA・アビラP・フィルダーO・インファンテM・カブレラJ・イグレシアスJ・ペラルタA・ジャクソンT・ハンターV・マルティネス | 3                        | 二                       | D・ペドロイア            | 右                       | C・バックホルツJ・サルタラマッキアM・ナポリD・ペドロイアX・ボガーツS・ドリューJ・ゴームズJ・エルズベリーS・ビクトリーノD・オルティーズ |
| 4                      | DH                     | V・マルティネス        | 両                     | M・シャーザーA・アビラP・フィルダーO・インファンテM・カブレラJ・イグレシアスJ・ペラルタA・ジャクソンT・ハンターV・マルティネス | 4                        | DH                       | D・オルティーズ          | 左                       | C・バックホルツJ・サルタラマッキアM・ナポリD・ペドロイアX・ボガーツS・ドリューJ・ゴームズJ・エルズベリーS・ビクトリーノD・オルティーズ |
| 5                      | 左                     | J・ペラルタ            | 右                     | M・シャーザーA・アビラP・フィルダーO・インファンテM・カブレラJ・イグレシアスJ・ペラルタA・ジャクソンT・ハンターV・マルティネス | 5                        | 一                       | M・ナポリ                | 右                       | C・バックホルツJ・サルタラマッキアM・ナポリD・ペドロイアX・ボガーツS・ドリューJ・ゴームズJ・エルズベリーS・ビクトリーノD・オルティーズ |
| 6                      | 捕                     | A・アビラ              | 左                     | M・シャーザーA・アビラP・フィルダーO・インファンテM・カブレラJ・イグレシアスJ・ペラルタA・ジャクソンT・ハンターV・マルティネス | 6                        | 捕                       | J・サルタラマッキア      | 両                       | C・バックホルツJ・サルタラマッキアM・ナポリD・ペドロイアX・ボガーツS・ドリューJ・ゴームズJ・エルズベリーS・ビクトリーノD・オルティーズ |
| 7                      | 二                     | O・インファンテ        | 右                     | M・シャーザーA・アビラP・フィルダーO・インファンテM・カブレラJ・イグレシアスJ・ペラルタA・ジャクソンT・ハンターV・マルティネス | 7                        | 左                       | J・ゴームズ              | 右                       | C・バックホルツJ・サルタラマッキアM・ナポリD・ペドロイアX・ボガーツS・ドリューJ・ゴームズJ・エルズベリーS・ビクトリーノD・オルティーズ |
| 8                      | 中                     | A・ジャクソン          | 右                     | M・シャーザーA・アビラP・フィルダーO・インファンテM・カブレラJ・イグレシアスJ・ペラルタA・ジャクソンT・ハンターV・マルティネス | 8                        | 遊                       | S・ドリュー              | 左                       | C・バックホルツJ・サルタラマッキアM・ナポリD・ペドロイアX・ボガーツS・ドリューJ・ゴームズJ・エルズベリーS・ビクトリーノD・オルティーズ |
| 9                      | 遊                     | J・イグレシアス        | 右                     | M・シャーザーA・アビラP・フィルダーO・インファンテM・カブレラJ・イグレシアスJ・ペラルタA・ジャクソンT・ハンターV・マルティネス | 9                        | 三                       | X・ボガーツ              | 右                       | C・バックホルツJ・サルタラマッキアM・ナポリD・ペドロイアX・ボガーツS・ドリューJ・ゴームズJ・エルズベリーS・ビクトリーノD・オルティーズ |
| 先発投手               | 先発投手               | 先発投手               | 投球                   | M・シャーザーA・アビラP・フィルダーO・インファンテM・カブレラJ・イグレシアスJ・ペラルタA・ジャクソンT・ハンターV・マルティネス | 先発投手                 | 先発投手                 | 先発投手                 | 投球                     | C・バックホルツJ・サルタラマッキアM・ナポリD・ペドロイアX・ボガーツS・ドリューJ・ゴームズJ・エルズベリーS・ビクトリーノD・オルティーズ |
| M・シャーザー          | M・シャーザー          | M・シャーザー          | 右                     | M・シャーザーA・アビラP・フィルダーO・インファンテM・カブレラJ・イグレシアスJ・ペラルタA・ジャクソンT・ハンターV・マルティネス | C・バックホルツ          | C・バックホルツ          | C・バックホルツ          | 右                       | C・バックホルツJ・サルタラマッキアM・ナポリD・ペドロイアX・ボガーツS・ドリューJ・ゴームズJ・エルズベリーS・ビクトリーノD・オルティーズ |